# Các tiền tố phi SI
Nhiều tiền tố giống các tiền tố SI chuẩn đã được sử dụng hay đề nghị bởi một số nguồn nhưng không thuộc về Hệ đo lường quốc tế (SI).

## Các tiền tố hệ mét ngày xưa
Một số tiền tố được sử dụng theo hệ mét ngày xưa nhưng không thuộc hệ mét hiện đại, tức là SI.
Các tiền tố "myria" (có nghĩa 10000, bắt nguồn từ μύριοι / mýrioi, tức "một vạn" trong tiếng Hy Lạp), "đềmi" (demi-, tức ước số ½), và "đúplê" (double-, tức bội số 2) được bao gồm vào hệ mét đầu tiên do Pháp chấp nhận năm 1795 nhưng không được giữ khi các tiền tố SI được chấp nhận toàn thế giới tại kỳ Hội nghị toàn thể về cân đo (CGPM) thứ 11 năm 1960. Ba tiền tố này bị bác bỏ vì nó không phải thập phân và đối xứng. "Đềmi" và "đúplê" hiếm gặp, trong khi myriamét (bằng 10 km) đôi khi gặp trong các bảng giá xe lửa từ thế kỷ 19 hoặc trong hệ thống phân loại các bước sóng như myriametric.
Tại Thụy Điển và có thể ở những nước khác, vẫn có thể gặp myriamét thường xuyên, tuy nó không được chấp nhận chính thức. Trong tiếng Thụy Điển, đơn vị này được gọi mil ("dặm"), đôi khi gây nhầm lẫn khi nào người Thụy Điển dịch sát từ tiếng Anh mile (cũng "dặm") không chính xác. Đối với những đơn vị thường được sử dụng để buôn bán tại Pháp, myriagam (10 kg) thay thế cho đơn vị quarter (25 pound) của hệ avoirdupois.
Hệ SI cũng bác bỏ các tổ hợp tiền tố mét, chẳng hạn trong "micrômilimét" (nay là nanômét), "micrômicrô farad" (nay là picô farad), và "hêctôkilômét" (thường được sử dụng để đo mức tiêu thụ xăng).

## Các tiền tố không chính thức
Nhiều tiền tố không chính thức được sáng chế và trở nên nổi bật trên Internet, nhất là để đo những giá trị ít hơn 10−24 hoặc lớn hơn 1024. Tiền tố brontô- (như trong "Brontosaurus") không chính xác nhưng có lẽ phổ biến; nó được sử dụng trong brontôbyte để diễn tả 1027.